# Hendes Majestæt Dronning Elizabeth II's besøg og hans Kgl. højhed Prins Philip's besøg i København maj 1957
|  | Denne artikel er oprettet af botten Steenthbot ud fra en ekstern database. Den kan derfor have sproglige fejl eller mangler. Denne skabelon kan fjernes efter kontrol af indholdet. |

Hendes Majestæt Dronning Elizabeth II's besøg og hans Kgl. højhed Prins Philip's besøg i København maj 1957 er en dansk dokumentarfilm fra 1957.

## Handling
Reportage fra det engelske dronningebesøg i København i maj 1957. Modtagelsen ved Toldboden, kørslen gennem København, Amalienborg Plads. Besøgene på Den kongelige Porcelainsfabrik, på Carlsberg og hos Niels Bohr samt turen til Eremitageslottet i Dyrehaven.